# Thuli Pokhari
Thuli Pokhari – gaun wikas samiti w zachodniej części Nepalu w strefie Dhawalagiri w dystrykcie Parbat. Według nepalskiego spisu powszechnego z 2001 roku liczył on 644 gospodarstw domowych i 3319 mieszkańców (1725 kobiet i 1594 mężczyzn).